# متجر صغير

التصميم الداخلي لمتجر 7-الفن الياباني

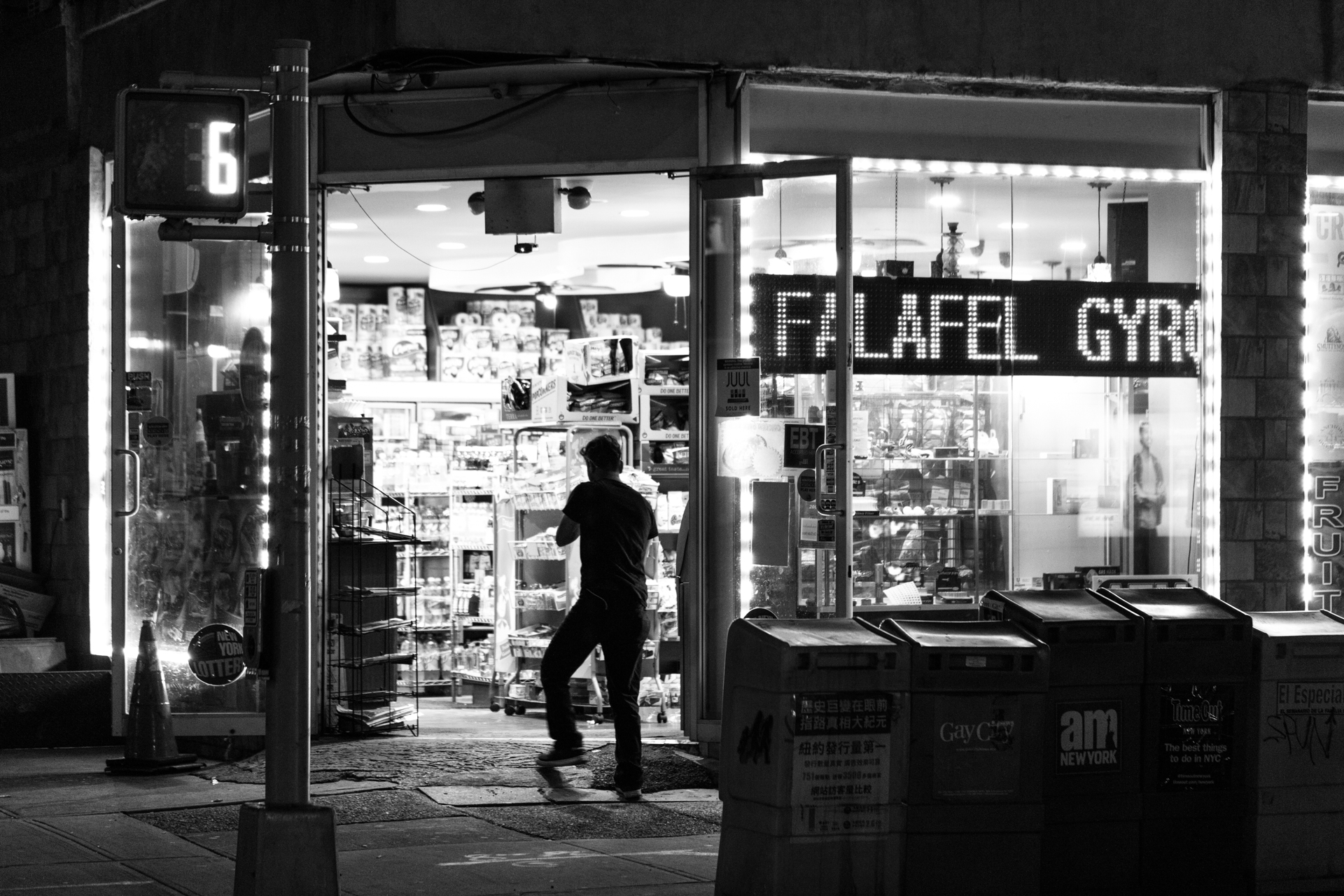
بوديجا نموذجي في مدينة نيويورك

متجر صغير او متجر الأزقة هو نشاط تجزئة صغير يخزن مجموعة من العناصر المستخدمة بشكل يومي مثل القهوة،الوجبات الخفيفة، الحلويات، المشروبات الغازية، المثلجات، منتجات التبغ، تذاكر ربح اليانصيب، أدوية متاحة دون وصفة طبية، أدوات العناية الشخصية، الصحف والمجلات . قد تقدم المتاجر أيضًا خدمات الحوالات المالية والتحويلات المصرفية ، إلى جانب استخدام جهاز الفاكس أو آلة ناسخة.
قد يكون المتجر الصغير او متجر الزقاق جزءًا من محطة وقود ، بحيث يمكن للعملاء شراء البضائع أثناء التزود بالوقود في سيارتهم. قد محطات الوقود هذه موجودة بجانب طريق مزدحم ، في منطقة حضرية ، بالقرب من محطة سكك حديدة أو محور نقل آخر. في بعض البلدان ، تتمتع المتاجر الصغيرة او متاجر الأزقة بساعات عمل طويلة جدا ويظل بعضها مفتوحًا على مدار 24 ساعة.
عادة ما تتقاضى المتاجر الصغيرة أسعارًا أعلى بكثير من متاجر البقالة التقليدية أو محلات السوبر ماركت ، لأنها تشتري كميات أصغر من المخزون بأسعار أعلى لكل وحدة من تجار الجملة.

## البضائع

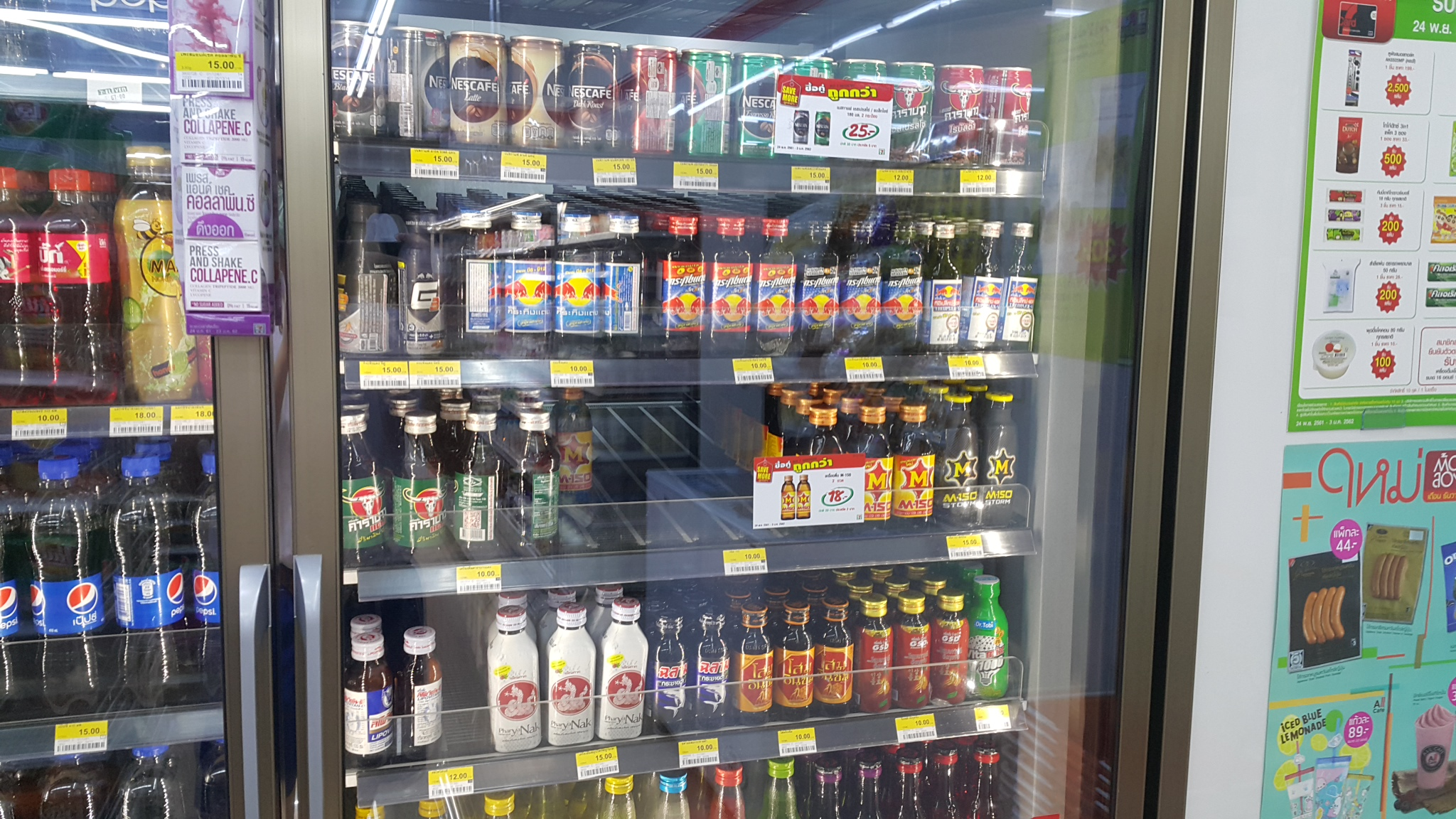
مجموعة متنوعة من مشروبات الطاقة معروضة في متجر صغير في بانكوك ، تايلاند

عادةً ما تُباع المثلجات، المشروبات الغازية، تذاكر ربح اليانصيب، الصحف والمجلات في المتاجر الصغيرة او متاجر الأزقة. تبيع معظم المتاجر الصغيرة السجائر ومنتجات التبغ الأخرى (مثل سجائر اللف، السيجار والسجائر الإلكترونية ). في العديد من الولايات القضائية في أمريكا الشمالية ، تشكل منتجات التبغ الجزء الأكبر من إجمالي المبيعات في المتاجر الصغيرة ، بين 25٪ و 35٪. قد تبيع بعض المتاجر الصغيرة بعض الاشياء المتعلقة بالسيارات - مثل زيت المحرك. قد تبيع المتاجر الصغيرة ايضا الملابس، المفروشات المنزلية، الأقراص المدمجة وأقراص DVD. تقدم بعض المتاجر خدمات الحوالات المالية والتحويلات البنكية. من المعروف أيضًا أن المتاجر الصغيرة تتيح الشموع، القرطاسية، الأعمال الفنية والأواني الفخارية للبيع.
تقدم العديد من المتاجر الصغيرة او متاجر الأزقة الأطعمة الجاهزة للأكل ، مثل شطائر الإفطار والمقليات. في جميع أنحاء أوروبا ، أصبح من الشائع الآن أن تبيع المتاجر الصغيرة الخبز الفرنسي الطازج (أو ما شابه). تحتوي بعض المتاجر الصغيرة على مكان لبيع الأطعمة المعلبة. تحتوي بعض المحلات التجارية على فرن ميكروويف بالخدمة الذاتية لتسخين الأطعمة المشتراة.
غالبًا ما تتوفر أصناف الوجبات السريعة في هذا النوع من المتاجر، حيث تقدم المتاجر مثل هذه الأطعمة إما تحت اسم مالكها أو بالشراكة مع سلسلة مطاعم للوجبات السريعة. لتوفير مساحة ، لا يتم تحضير هذا النوع من الطعام في المتجر.
يمكن دمج المتاجر الصغيرة مع خدمات أخرى ، مثل المتاجر العامة وشبابيك التذاكر لشراء تذاكر السكك الحديدية ، أو مكاتب البريد ، أو محطات الوقود. في البلدان الآسيوية مثل اليابان أو تايوان ، تعد المتاجر الصغيرة أكثر شيوعًا بسبب الكثافة السكانية العالية. تتواجد المتاجر الصغير مع محطات الوقود ومحطات القطار ، ولكن يمكن أن تكون أيضًا متاجر قائمة بذاتها. يمكن للزبون العثور هناك على مشتريات مثل المشروبات الغازية، الوجبات الخفيفة، النقانق، البيض والشاي. الأطعمة الشهية غائبة. بدلا من ذلك ، السندويشات الجاهزة متوفرة. تباع أيضًا المواد غير الاستهلاكية مثل المجلات ، ولكن بدرجة أقل.

## الاختلافات بين متاجر الازقة او المتارجر الصغير ومحلات السوبر ماركت

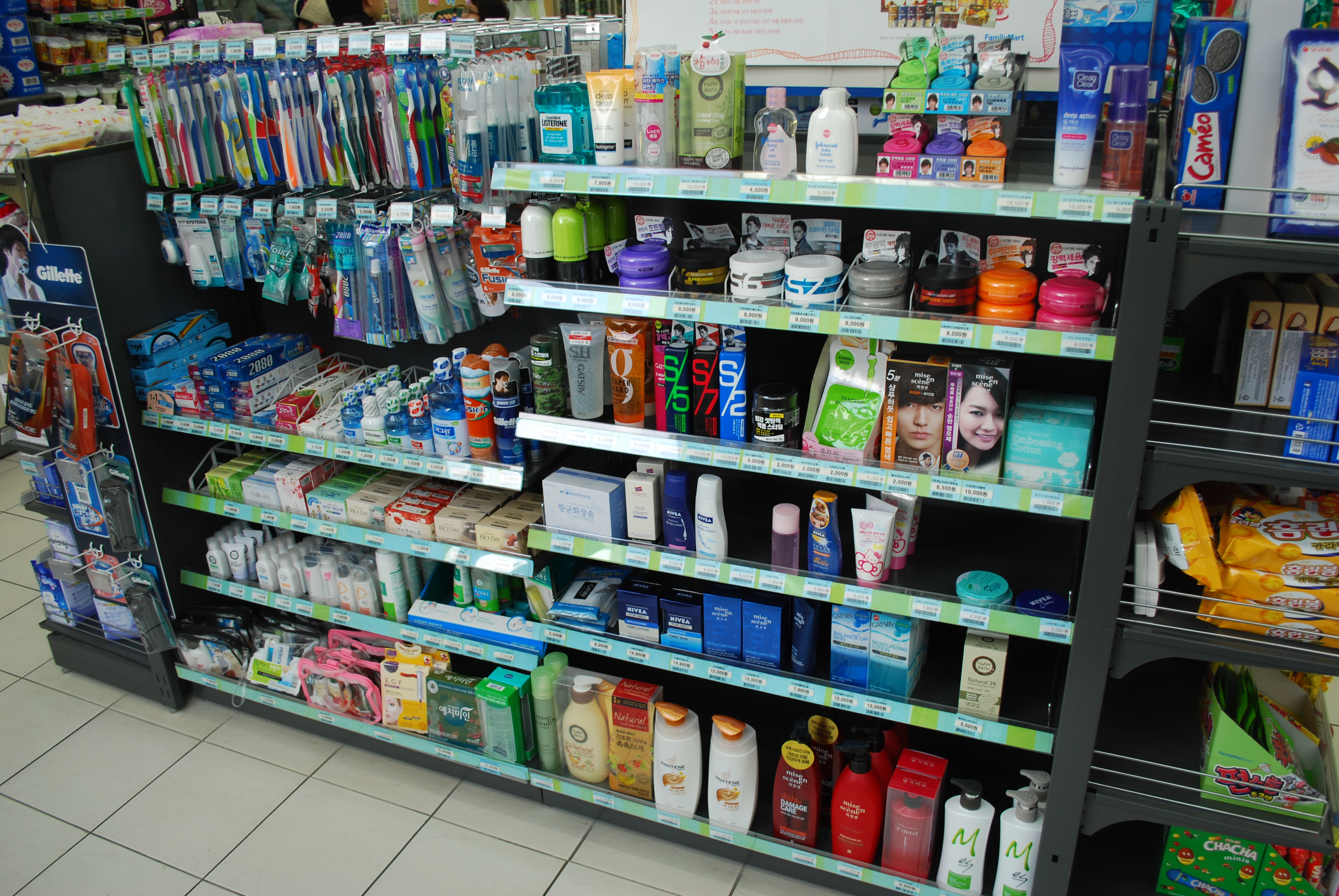
منتجات العناية الشخصية في متجر فاميليمارت الصغير في كوريا

غالبًا ما تكون الأسعار في المتاجر الصغيرة او متاجر الأزقة أعلى من تلك الموجودة في السوبر ماركت، حيث تطلب المتاجر الصغيرة كميات أقل من البضائع بأسعار أعلى لكل وحدة من تجار الجملة.

## حسب الدولة

### منغوليا
في منغوليا ، تعد المتاجر الصغيرة شائعة بالفعل وتستمر في اكتساب الشعبية هناك ، مما يجعل السوق مشبعًا بشكل متزايد بتجار التجزئة.

### الفلبين
هناك نسخة محلية من المتاجر الصغيرة في الفلبين ، تسمى متاجر ساري ساري ، والتي تقع تقريبًا في كل شارع وزاوية ومنطقة سكنية وأماكن عامة أخرى في جميع أنحاء البلاد.

### كوريا الجنوبية
يعود تاريخ المتاجر الصغيرة في جمهورية كوريا إلى عام 1982 ، عندما افتتحت لوت جروب متجرًا في العاصمة الكورية الجنوبية سول . شهدت المتاجر نموًا بعد الألعاب الأولمبية الصيفية لعام 1988 و اولها متاجر 7-الفن.

## روابط خارجية
- أخبار المتجر الصغير (النشر التجاري لصناعة المتاجر الصغيرة ومصدر الأخبار عبر الإنترنت)
- قرارات المتاجر الصغيرة (منشورات تجارية لصناعة المتاجر الصغيرة)
- مجلة cstore life (المنشور الرسمي لجمعية المتاجر الكندية)
- أخبار المتاجر الصغيرة الأسترالية (منشور تجاري صناعي)
- NACS ، جمعية الراحة وتجارة الوقود بالتجزئة
- Convenience Central (المنشورات التجارية لصناعة المتاجر الصغيرة ، ومصدر الأحداث والأخبار)